# Jenneval

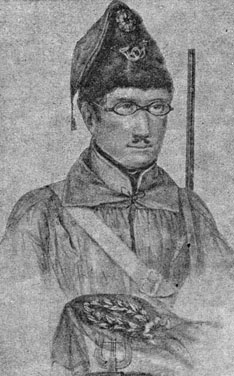
Jenneval. Lithographie

Jenneval, eigentlich Hyppolyte-Louis-Alexandre Dechet, auch Dechez (* 23. Januar 1803 in Lyon; † 18. Oktober 1830 in Boechout), war ein französischer Schauspieler und Lyriker, der vor allem als Autor der belgischen Nationalhymne, der Brabançonne, bekannt wurde.

## Leben
Dechet studierte am Collège Henri IV. in Paris. Dort machte er Bekanntschaft mit einem Bankierssohn, über den er eine Anstellung an einer Bank fand. Bereits nach zwei Jahren gab er die Stelle auf, um seiner Leidenschaft, dem Theaterleben, nachzugehen. Mit zunächst bescheidenem Erfolg begann er eine Schauspielkarriere, die ihn, der sich jetzt Jenneval nannte (vermutlich nach dem gleichnamigen Drama von Louis-Sébastien Mercier), nach Ajaccio (1824), Marseille (1825) und ans Théâtre de l’Odéon nach Paris (1825) führte.
1827 ging er für etwa ein Jahr nach Lille, 1828 gelang ihm mit seinem Auftreten am Brüsseler Théâtre de la Monnaie in dem Stück Comédiens von Casimir Delavigne ein Durchbruch. Er war so bekannt, dass die Pariser Comédie française auf ihn aufmerksam wurde und ihm eine Rolle anbot. Als in Paris 1830 jedoch die Julirevolution ausbrach und infolgedessen auch die Theater ihre Pforten schlossen, kehrte Jenneval zurück in seine Wahlheimat Belgien. Am 27. August, zwei Tage nach der Brüsseler Aufführung der Oper Die Stumme von Portici, die die Auslöserin der belgischen Revolution werden sollte, schloss er sich dem Freikorps seines Landsmannes Charles Niellon an, das die öffentliche Ordnung in Brüssel wiederherstellen sollte. Mitgerissen vom allgemeinen Aufruhr, verfasste er die ersten Textversionen der späteren belgischen Nationalhymne, die wenig später von François Van Campenhout vertont wurde.
Nur wenige Wochen später stürmte er mit 800 belgischen Revolutionären das Städtchen Lier bei Antwerpen, um die königlichen Truppen zu vertreiben, die sich dort verschanzt hatten. Als diese jedoch merken, dass sie in der Überzahl waren (8.000 Mann), gingen sie zum Gegenangriff über, bei dem Jenneval sein Leben ließ.

## Dies und das
- 1897 wurde zu Ehren Jennevals eine von Adolf Crick gestaltete Gedenksäule auf dem Martelaarsplein (Place des martyrs) in Brüssel errichtet, wo er auch seine letzte Ruhestätte hat.